# ویلیام هربرت
ویلیام هربرت (انگلیسی: William Herbert; ۱ ژانویهٔ ۱۶۹۶ – ۳۱ مارس ۱۷۵۷) نظامی و سیاستمدار اهل پادشاهی بریتانیای کبیر بود.